# 参议院 (法国)

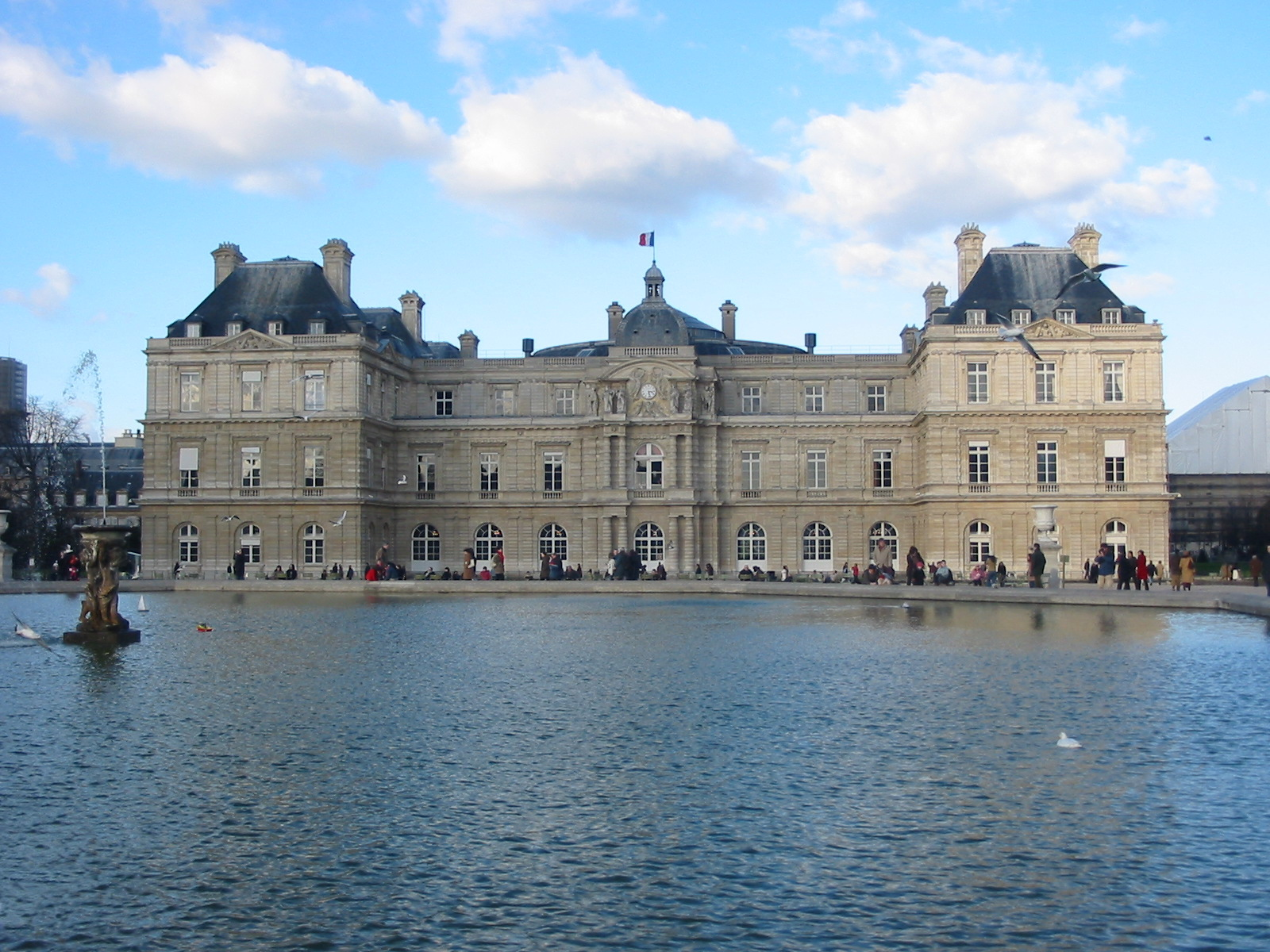
法国参议院卢森堡宫

参议院（法語：Sénat，[seˈna]）是法国两院制议会中的上议院，下议院是國民議會。参议员是由约15万名地方代表间接选举的。一个地区的地方代表人数与该地区的人口数量有关，但不完全成正比，总的来说乡村地区较城市地区的选票多。
参议员的任期为六年，在法国政治中他們是立法權構的一部分，但是他们的决定可以被國民議會否决。参议院对政府的监督权力有限：虽然参议院可以向政府提问和公开调查结果，但是形式上参议院没有制裁政府的权力。
法国参议院目前的状态是法蘭西第五共和國的宪法规定的。这部宪法最重要的更改在于加强总统和政府的权力，同时削弱國民議会的权力。法国政府拥有多种渠道来介入参议院的内部工作程序。因此在法国社会上始终有对参议院的批评，甚至有人质疑这样一个虚弱的议会是否有必要。不過，一旦當總統辭職或去世，參議院議長將會代行職權直至新總統上任為止。
2001年宪法修正给予参议院更多的自主权，把参议员的任期从九年缩短到六年，参议员的最低年龄从35岁降低到30岁，每次改選三分之一改為一半。由于农村地区的选民占多数，因此从1959年参议院设立以来保守派始終維持多數。但在2011年9月25日举行的法国参议院部分议员换届选举，一如此前法国媒体的大胆推测，由在野的左翼阵营获得历史性的胜利。从而首度打破了法国参议院自1958年第五共和国诞生以来都由右派把持绝大多数的局面。但到2014年參議院改選，右派重新取得多數至今。

## 院址

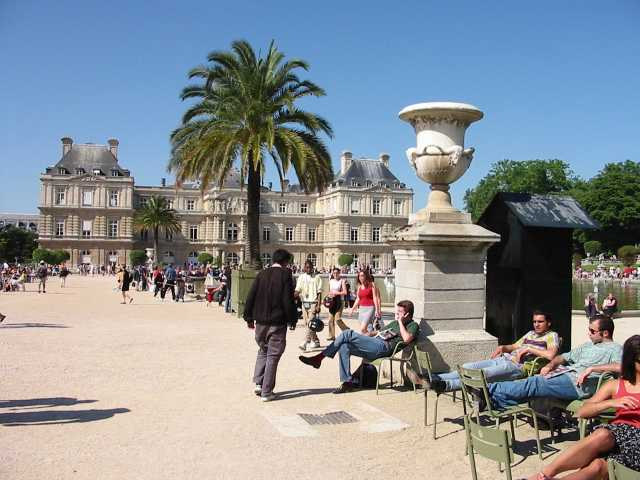
从卢森堡公园的方向看法国参议院

法国参议院的院址位于巴黎第六区的卢森堡宫，由共和国卫队保护。宫前的卢森堡公园是一个巴黎很有名的公园。卢森堡宫、卢森堡公园和卢森堡博物馆均是参议院的财产。
卢森堡宫于1615年至1620年建成，其风格是传统的法国文艺复兴式宫殿，但是也明显受到佛罗伦萨皮蒂宫的影响。宫殿内部有一个小花园。宫殿里的装饰非常豪华，其图书馆内收藏了欧仁·德拉克罗瓦等人的画。
这座宫殿是玛丽·德·美第奇建的，但是她本人在里面只住了几年，此后她被黎塞留逼迫逃往荷兰。路易十八在成为国王前曾在这里住过，法国大革命时期的督政府在这里办公，拿破仑·波拿巴任执政的时候的府第也在这里。此外在大革命期间它也被当作过监狱，丹敦曾经被关押在这里。从拿破仑时期开始它被用作上院。第二次世界大战中赫尔曼·戈林把它当作自己在巴黎的私人官邸。

## 组成
目前的参议院有348名参议员（sénateurs）。
2004年上任的参议院的组成如下：
- 313名参议员是由法国本土省份、科西嘉以及法国海外省議會选出
- 一名来自新喀里多尼亞
- 一名来自法属波利尼西亚
- 一名来自瓦利斯及富圖納群島
- 两名来自马约特
- 一名来自圣皮埃尔和密克隆群岛
- 12名代表海外法国人

2010年选举的参议院组成将有所变化：
- 326名参议员是由法国本土省份、科西嘉和法国海外省議會选出
- 两名来自新喀里多尼亚
- 两名来自法属波利尼西亚
- 一名来自瓦利斯及富图纳群岛
- 两名来自马约特
- 一名来自圣皮埃尔和密克隆群岛
- 12名代表海外法国人

### 选举
参议员的选举按照法国宪法第24条进行。各个省份的选举团（collèges électoraux）召开选举会议。选举团中约5%的人是各级议员，其中包括众议院议员、大区议院（Conseil régional）议员和省委员会（Conseil général）议员。大多数选民（约95%）是由县镇议会任命的。每个县镇的选民数目由其居民数目决定，但是不与居民数目成正比。
人口稀少的地方代表相对来说比较多，人口密集的地方代表相对来说比较少。31%的选民代表16%的住在人数少于1000人的镇公民，而占全国人口15%的住在人口超过十万人的大城市的公民只有7%的选民。总的来说半数以上的选民仅代表三分之一的法国人。而且选民本身的选择也不一样：人口少于9000人的镇通过镇议会的多数来确定所有选民。人口高于9000人的镇的选民则是按照各党派在议会中占的比例选举出来的。这个规定提高了小地方的多数派党派的力量。而且选区的分化不及时，到2004年为止还在使用1976年划分的选区，此后的行政区域改革一直没有被顾及。
至2004年为止每三年选三分之一的参议员，因此参议员的任期仅部分交替。为此所有的省份被分为三组：A组由号码为1至33的省组成，B组由号码为34至66的省组成，C组由号码为67以上的省组成。每次选举时只有一个组参加。在同一选举日内所有该组的参议员都被选举。
从2004年9月开始参议院的选举程序进行大规模改革：参议员的任期从九年减少到六年。每三年选举一次的规则没有改变，但是从2004年开始改為改选半数的议员。2004年选出的议员有些依然任九年，有些则已经只任六年了。到2011年为止议员数目分两期逐步提高：2008年提高到341名，2011年提高到348名。从2008年开始选举向后推一年来协调地区和县镇的选举。2008年选出的议员全部任期六年，與市鎮議會相同。通过这些改革参议院能够更有效地介入政治。除此之外这个改革根据各个省份人口数量的更改调整了议员数量。
在大多数省份里选举团选举时分两轮，而且每个选民可以把他的选票分为几不同分量的部分投给不同的候选人。每个省份最多可以选举四名参议员。虽然党派可以推荐候选人名榜，但是选民可以将他们的选票投给单一候选人。假如一名候选人在第一轮中获得半数以上的选票的话那么他就已经被选了。在第二轮中得票数量最多的人当选。在法国100个省份中人数最多的五个省份（诺尔省、巴黎、罗讷河口省、罗讷省和加来海峡省）有五名参议员，他们是直接通过选举团多数选票当选的。
由海外法国人选举的12名参议员是由海外法国人会议（Assemblée des Français de l'étranger）选举的。从1982年开始这个会议有172名成员，其中150名是由驻外国的外交机构推选的，22名是由外交部任命的。这12名参议员本身也是该会议的成员。

### 參議員
参議員任期六年，理論上他們可以無限次連任。候選人必須至少30歲（2004年前35歲）。一些高級官員如省長（préfet）、大區區長、省级法官、警察局局長、檢察官和政府任命的總檢察長（Inspecteurs généraux）不准參選參議員。
從1972年開始國有企業的經理以及主要為政府機關服務或者獲得政府補貼的私有企業的經理可以參選，但是必須在當選後一個月内卸職或者放棄他們的參議員身份。
参議员的選舉程序使得農村地區的政治家比较容易入選，他们往往还兼任地区性的职务。比如1993年90%的参议员兼任县镇职务。2008年时参议院议长同时也是孚日省省议院的议长和马赛的副市长。
參議院的成員相對而言比較穩定。平均每三年最多更改其中的六分之一。由於参議員的任期比較長，因此政治潮流的變化在参議院裡很慢才體現得出來。往往參議員是已經長期從事政治（比如部長或者國民議會議員），最後以參議員結束他們的政治生涯。往往在上次國民議會或者欧洲議院選舉中落選的候選人會被選入參議院。1999年參議員的平均年齡為61歲，比國民議會高約10歲。

## 地位和功能
參議院是法國立法機構的一部分，因此它最重要的任務在於立法和監督政府。但是在大多數情況下它主要是顧問作用，而且政府往往也會自行理解它的勸戒。因此參議院的權力大小常由其它政治機構中哪個黨派占多數决定：
當國民議會中的多數黨派與執政黨不同時，參議院支持政府還是國民議會的影響相對更加重要，由此達到比較大的作用；
假如政府執政黨也是國民議會中的多數黨派，且執政黨與参議院多數黨派不同時，參議院往往只能起一個批評和拖延的作用；
而當兩院的多數黨派也都是執政黨時，參議院會有缓和的作用。

### 立法
根據憲法，參議院的權力和國民議會的權力並不完全相同。參議院可以提交新法律或者建議修改已有法律。要通過一部法律，參議院和國民議會理論上應當一致通過。假如兩院之間有意見分歧，國民議會能夠壓過參議院。除此之外參議院和國民議會可以由各自的60名持異議的議員提请憲法會議（Conseil constitutionnel）來審查一部法律是否符合憲法。
1958年頒布的憲法大大地限制了國會的立法權力。它包含着一項非常明確規定的内容範圍。只有在這些範圍裡議會有立法權，其它方面全部是依據政府法令管理的。假如議會決定設立一條在這些範圍之外的法律，憲法會議必須阻止該法律的施行。議會擁有立法權的範圍包括：
- 公共自由
- 刑法
- 税務
- 財務
- 國防
- 行政管理
- 教育
- 私人財產
- 勞工
- 社會保險的財務（從1996年開始）

实际上政府有许多机会可以介入立法过程，因此实际上由國會发起的立法几乎从来没有被通过过。比如假如该法案会导致公共收入降低或者公共支出提高的话，政府有权宣布一部法案无效。此外政府还可以加速立法过程。它可以将一部法案定义为急迫，这样议会就没有那么多时间来讨论这部法案了。同样地政府也可以拖延立法过程。在特殊情况下政府也可以将一部法案的通过与否与信任投票联系到一起。在这种情况下众议院必须在24小时内对政府进行信任投票（motion de censure），否则的话该法案自动生效。总统甚至还可将一部法案直接提交全民公投而绕过两院。

#### 与國民議會的关系
在一部法案生效前两个议院必须都批准。政府有权决定哪个议院首先审议该法案，不过在讨论政府预算时参议院应晚于众议院。
由于两个议院必须都批准待通过的法案，而且待通过法案在两院批准时必须字字相同，因此一般在立法过程中一部法案会在两院之间多次穿梭（navettes），即一个議院讨论修改了法案后提交给另一个议院，而这个议院又进行修改，重新提交给第一个议院。此外，就算两院都批准了某一法案，法国总统依然有权将该法案全部或部分交回给两院再次讨论。
当两院无法达成共识时，政府可以设立一个调解委员会（Commission Mixte Paritaire），这个委员会由七名参议员和七名國民議會議員组成。但是设立调解委员会并不是必须的，一个法案可不断在两院之间穿梭直至僵持。如果调解委员会也无法达成共识，在政府同意时國民議會的决定可以“压倒”参议院。根据两院的多数组成不同，國民議會优先权在实践中在小于1%至约6%的情况下出现。因此，國民議會在实际上拥有更大的权力。例外情况是修改宪法或者国家机关方面的法律时，國民議會和参议院必须都通过，即两院平等。

#### 法案
政府和议会两院均可以提交法案。但是参议院不能强迫國民議會讨论它提交的法案，因此参议院在这方面的力量有限。从1959年至1995年法国制定的3522个法律中只有112个是由参议院提交的。然而议会两院均可以更改另一院提交的法案，这样至少部分补偿了参议院在提交法案方面的弱势。在1990年代后半叶参议院每年成功地提出了约2000个更改建议。
参议院最重要的审查法案的手段是提交一部法案给宪法会议检查是否符合宪法。在法国，只有在法案还没有正式公布的时候能够进行这样的检查。从1974年宪法修正以来不仅参议院议长有这个权力，而且假如有60名参议员或者60名众议员提出这个要求，那么该法案就要被审查。这样一来反对党也有要求审查法案的能力，而且也非常经常地使用这个权力。

#### 宪法修正
按照法国宪法，宪法修正有两种方法：或通过全民公投，或通过参议院和国民议会（议会上下两院）议员联席会议（Le Congrès du Parlement français）。政府可以决定选择哪个方法。至今为止除了一个例外（总统任期从七年降低到五年）所有的宪法修正都是通过两院议员联席会议达成的。此外参议院议长可以任命九名宪法法院（Conseil constitutionnel）中的三名。

### 与政府的关系
参议院有监督政府工作的义务，最主要的方式是讨论政府工作报告。此外参议员可以口头或者书面向政府提问，政府必须回答这些提问。从1995年的宪法修正开始每周至少有一个这样的口头提问，即每个参议员都可以强迫政府讨论对它来说尴尬的问题。此外每年参议院就政府工作做出不同的报告。
参议院可以组织调查委员会，该委员会拥有广泛的收集证据和公开审问的权力。但是它只能调查已经被司法机构调查过的事件，且其工作时间不能超过六个月。
参议院不能像國民議會那样解散政府。参议院只能对总理进行信任投票，但是其结果对总理只是象征性的。总统只有在总理行为“与他的职务不相容”或者叛国的情况下才会将被议会反对的总理撤职。总统能够解散國民議會，但是不能解散参议院。总统决定解散國民議會或者进入紧急状态前，必须事先与参议院议长商量。

## 议员组织

### 议长
每次参议院被部分重选后（即每三年）议长也被重选。假如宪法会议确认法国总统因重病、辞职或者死亡无法继续任职的话，参议院议长在新总统当选前代任总统。至今为止这个情况发生过两次：1969年，夏爾·戴高樂辞职后，参议院议长阿兰·波厄代任，1974年，乔治·让·雷蒙·蓬皮杜逝世后，参议院议长阿兰·波厄再次代任。

### 党派
参议院的选举程序优惠在地方比较强的党派。因此从它成立以来保守派始终占明显多数。与众议院相比，社会党的席位比例明显少。小党派如法国共产党或绿党的席位数比在众议院少数倍，民族阵线于2014年首次进入参议院。
在保守派當中，地方比较强的党派在参议院比较强，而比较中央集权的党派则在众议院比较强，在参议院则属于少数派，但地方保守派联盟都是共同反對左派。
不过在参议院里保守派的分裂比在众议院严重。一些在众议院中小的保守黨派在参议院里长期起很大的作用。在参议院里保守派联盟也往往与在众议院不同。在近年来中間派民主獨立聯盟和共和黨一起组成了右翼保守派联盟。
在日常工作中参议员的自由度比众议院大，尤其是在参议院里有许多已经合作很久，而且没有更长远的生涯规范的议员了。各个党派之间的关系比较好，互相之间的竞争不像在众议院里那么强。

### 规则

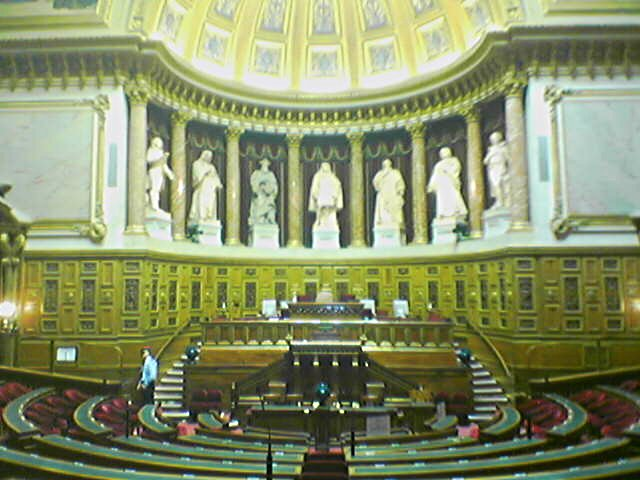
大会堂

从1995年开始议院的会议期是从十月的第一个工作日到六月的最后一个工作日。假如政府或者众议院要求的话法国总统也可以在会议期外召开全议会特别会议。假如众议院被解散，新的大选要进行，或者法国总统按照宪法第16条采取特别特权的话参议院自动特别召开。
议会的议程由各党派的主席决定。按照宪法第48条政府有权把政府法案或者议程的其它内容向前调整。此外政府也可以提出议程修改或者要求一些此前没有在委员会中被讨论过的议程被删除。从1995年的宪法修正以来参议院在一个月内至少有一天可以完全按照自己的意愿来安排其议程，这样可以在一定程度上避免政府的干涉。另外从1995年开始每周至少有一个会议是政府回答议员的提问。
一开始参议员拥有很大的自由。演讲时间往往是没有限制的，一些参议员和委员会往往可以远远跃出他们的工作范围，在讨论时参议员有很多权益。但是在1980年代里反对党开始越来越多地使用这些权利来拖延和打乱政府计划，因此政府才改变了会议规则。一般演讲次数和长度有限，对法案修改的建议可以比较简单和迅速地被驳回，议长也拥有比较多的权利来惩罚议员。

## 现况
在2004年9月26日参议院选举中C组的省份参加选举，也就是说号码大于67的省份参加选举。人民运动联盟未能保持所有的席位，但是依然是明显的最强党，而且拥有超过50%的绝对多数。社会党从中央党派赢得席位。共产党保持其席位。左派党派首次能够打破保守党派的三分之二多数。
目前参议院里有以下议会组织：右派的共和黨，中間派的民主獨立联盟，兩黨共組中間偏右聯盟。欧洲民主和社会黨由极端党、左翼激进党等左翼党派组成。社会主义组是社会党和绿党的组织。法国共产党与共和与公民运动组成一个左派聯盟。
由於参议院選舉人地方代表間選出在進行間接選舉，又因為鄉村地區較城市地區的選票多。所以選舉結果是與最近期的地方選舉相似，下議院的多數黨在同一年的上議院改選席位未必是多數黨，如2015年成立的共和前進！在2017年的同年選舉只拿下28席位。

## 历史

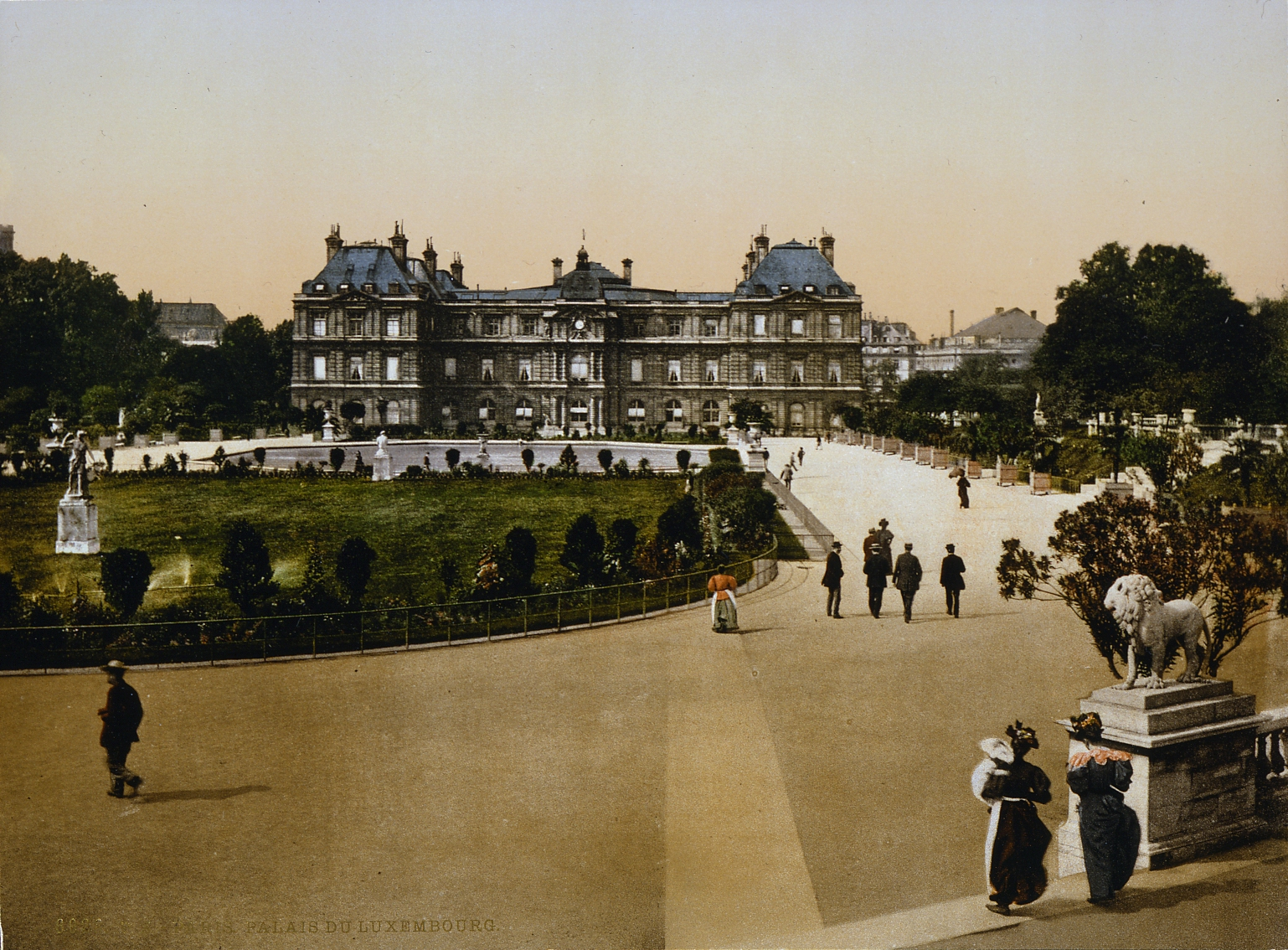
约1890年的卢森堡宫。当时法国的上院也叫参议院，是法国历史中权力最大的议会组织。

第五共和国的参议院遵循法国大革命时产生的两院制，其目的在于减弱或者防止大革命开始时一院制國民議會导致的极端状态。
1795年至1799年间“上院”叫“元老院”（Conseil des Anciens），在拿破仑执政和第一帝国（1799年至1815年）称为“护法元老院”（Sénat Conservateur）主要負責違憲審查，复辟时期（1814年至1830年）和奥尔良王朝时期（1830年至1848年）称为“贵族院”（Chambre des pairs）。在第二共和國时期（1848年至1851年）没有上院。第二帝國（1851年至1870年）上院为“参议院”（Sénat）。从第一帝国开始上院始终是保王黨力量的堡垒。在第二共和国时期因为当时保王黨支持資產階級主導的共和派，所以当时才会沒有上院。第三共和国时期（1875年至1940年）也有上院。当时的上院与下院在法律上和政治上权利基本平等。1879年共和派人士就在参议院获得了多数，这样一来任何企图在法国恢复帝制的想法全部报销了。第四共和国时（1946年至1958年）共和派人士打算彻底取消上院，但是在全民公投时没有成功，由此出现了“共和国院”（Conseil de la République），在第五共和国又改称参议院。

### 第五共和時期
夏尔·戴高乐亲自设计了今天参议院的形势，但是随着时间，他对参议院越来越不满意。虽然从设计出发，参议院就是由保守派控制的，但是内部分歧很大的参议院从保守派很早开始就对总统和执政的戴高乐派进行批评，保守派对戴高乐派的批评受到了左派反對黨的支持。但是宪法委员会支持总统，驳回试图给参议院更多权力的法案。
1969年4月27日，戴高乐试图依靠全民公投把参议院的实权完全取消掉，他建议大多数参议员是任命的，而不是间接选举出来的，此外他还建议参议院丧失其大部分立法功能。这个全民公投的失败导致戴高乐辞职。虽然此后参议院也不断受批评，但是这是最后一次真的试图取消它。
瓦勒里·季斯卡·德斯坦当选后参议院的角色正好反过来。总统和参议院由中間偏右陣營控制，但在國民議會需要與戴高乐派的保衛共和聯盟合作才維持多数，因此與。总统德斯坦1976年與希拉克決裂後，他企图加强参议院的地位，他与参议院的通讯比与國民議會的好，而且不时向参议院征求意见。而参议院也同样报答总统。比如在欧洲议会选举时它把总统驳回的一项关于选举经费的法案拖延到欧洲议会选举后讨论，而此时该法案已经没有意义了。
1981年弗朗索瓦·密特朗上台後，参议院面对一个社会党总统和一个社会党占多数的國民議會，参议院仍由中間偏右保守派和戴高乐派控制。总统和众议院使用所有规则中允许的手段来减少参议院的功能。比如它们把许多法案定义为“紧急”，来给予参议院很少的时间来讨论这些法案，从而限制参议院的工作效率。而保守派控制的参议院则尽量破坏立法过程。比如1984年一项关于私有学校的金费的法案中参议院尽所有力量来延长该法案的讨论。原因是因为该法案不得人心，因此参议院希望假如这件事情讨论的时间久了公共舆论本身就会迫使政府撤回该法案。
1986年后众议院和政府党派不断更变。1986年首次出现左右共治：总统是社会党人，國民議會和参议院均由中間偏右保守派和戴高乐派控制。
1988年的社会党米歇尔·罗卡尔政府是一个少数派政府，它试图联合参议院，任命了六名过去的参议员为部长。但是此后不久政府与参议院之间的矛盾就又加剧了。1993年保守派全面控制參議院及國民議會，1995年戴高乐派雅克·希拉克继密特朗任法国总统。这样一来在第五共和国历史上首次政府和两院的多数党属于同一党派，行政和立法机关比较和睦工作。
1995年的宪法修正案给予参议员议员豁免权，议会期从六个月延长到九个月。此外参议院对自己议程的控制和对政府成员的提问权也扩大了。1997年第三次出現左右共治，總統及參議院由保守派控制，國民議會由左派控制，直至2002年。
隨著在2008年及2011年的地方選舉，執政人民運動聯盟在多次地方選舉中落敗，左派首度取得參議院的控制權。但在2014年人民運動聯盟在地方選舉中勝出，其後重新控制參議院。

## 脚注
1. ↑  《世界报》，2004年4月22日，：